# Fontans
Fontans község Franciaország déli részén, Lozère megyében. 2011-ben 212 lakosa volt.

## Fekvése
Fontans a Margeride-hegység nyugati előterében, 1020 méteres  (a községterület 910-1123 méteres) tengerszint feletti magasságban fekszik, Saint-Alban-sur-Limagnole-tól 6 km-re délre.
Nyugatról Rimeize és Javols, északról Saint-Alban-sur-Limagnole, keletről Saint-Denis-en-Margeride, délről pedig Serverette községek határolják. Saint-Albannal a D4-es, Sainte-Eulalie-val és az N106-os főúttal a D7-es megyei utak kötik össze.
A községhez tartozik Les Estrets, Lestival, Montchamps, Chazeirolles és Chabanes-Planes. Nyugati határát a Truyère folyó alkotja.

## Története
Egyházközségét 1109-ben említik először, amikor a mende-i püspök a Chaise-Dieu-i apátságnak ajándékozta. Les Estrets egyházközséget 1266-ban említik először. A történelmi Gévaudan tartományban fekvő község az elvándorlás következtében az utóbbi két évszázad során lakosságának 4/5-ét elveszítette.

### Demográfia
| Év   | Lakosság |
| ---- | -------- |
| 1793 | 1028     |
| 1851 | 863      |
| 1876 | 870      |
| 1901 | 743      |
| 1936 | 520      |

| Év   | Lakosság |
| ---- | -------- |
| 1946 | 466      |
| 1954 | 377      |
| 1962 | 334      |
| 1968 | 318      |

| Év   | Lakosság |
| ---- | -------- |
| 1975 | 361      |
| 1982 | 283      |
| 1990 | 278      |
| 1999 | 196      |
| 2010 | 212      |

## Nevezetességei
- Fontans temploma a 13. században épült román stílusban, harangtornyát 1557-ben emelték.
- A Chazeirollettes-kastély a 19. században épült Rayrols-ban.
- Les Estrets-nél régi híd a Truyère-en (itt halad át a Via Podiensis zarándokút és a Saint-Chély-d´Apcher-t Mende-al összekötő főút is).
- Les Estrets Keresztelő Szent Jánosnak szentelt temploma 1843-ban épült egy román kori építmény helyén.
- Útmenti gránitkeresztek (Bergougnoux, Le Mont-Bas, Les Estrets, Montchamp, Le Cros) jórészt a 19. századból. A Fontans főterén álló keresztet 1823-ban, a Les Estrets-i keresztet 1900-ban emelték. A főtéren áll az első világháború áldozatainak 1932-ben emelt emlékműve.
- Chabanes-Planes kőkútja 1784-ből való.
- Fontans közelében két gránitba vájt sírhely található.

## Kapcsolódó szócikk
- Lozère megye községei